# Lista del presidente
Con il termine Liste del Presidente si definisce quella serie di formazioni politiche nate in occasione delle elezioni regionali del 2003 e del 2005 per appoggiare la candidatura di personaggi dal forte carisma personale e considerati capaci di attirare elettorato anche al di fuori della propria coalizione.
Queste liste, che hanno beneficiato del trend mediatico di personalizzazione della politica, hanno generalmente raggiunto discreti risultati elettorali, risultando spesso decisive per la vittoria della propria coalizione.
La loro creazione perseguiva un duplice obbiettivo: in fase di campagna elettorale tali liste potevano attirare una parte di elettorato altrimenti non troppo vicino alla coalizione o comunque lontano dai partiti. In seguito, in caso di vittoria, dovevano rafforzare la posizione del presidente della Regione garantendogli appoggio all'interno del Consiglio regionale.
Alla stregua delle liste civiche, le Liste del Presidente si caratterizzano per la scarsa caratterizzazione ideologica e per l'assenza, almeno al momento della creazione, di un progetto politico che fosse estraneo alla dimensione amministrativa per la quale sono state create. Potrebbero quindi essere ricondotte a questa tipologia partitica anche altre formazioni che condividono le medesime caratteristiche ma si inseriscono in un contesto più ristretto, come nel caso di elezioni provinciali o comunali. Un esempio in questo senso può essere rappresentato dalla Lista Letizia Moratti e dalla Lista Ferrante alle comunali di Milano.

## Elenco diListe del presidente

### Elezioni Regionali 2005
- Gente della Liguria in Liguria (per Claudio Burlando, centro-sinistra)
- Per la Liguria in Liguria (per Sandro Biasotti, centro-destra)
- Per il Veneto con Carraro in Veneto (per Massimo Carraro, centro-sinistra)
- Cittadini per il Presidente in Friuli-Venezia Giulia (per Riccardo Illy, centrosinistra)
- Progetto Sardegna in Sardegna  (per Renato Soru, centro-sinistra), organizzatosi poi come movimento politico regionale
- Lista Civica Piero Marrazzo nel Lazio (Per Piero Marrazzo, centro-sinistra)
- Lista Storace nel Lazio (per Francesco Storace, centro-destra)
- La Puglia prima di tutto in Puglia (per Raffaele Fitto, centro-destra), organizzatosi poi come movimento politico regionale
- L'Aquilone Lista del Presidente in Sicilia (per Salvatore Cuffaro, centro-destra)
- Rita Il mio impegno per la Sicilia in Sicilia (per Rita Borsellino, centro-sinistra)